# Jean Colombe

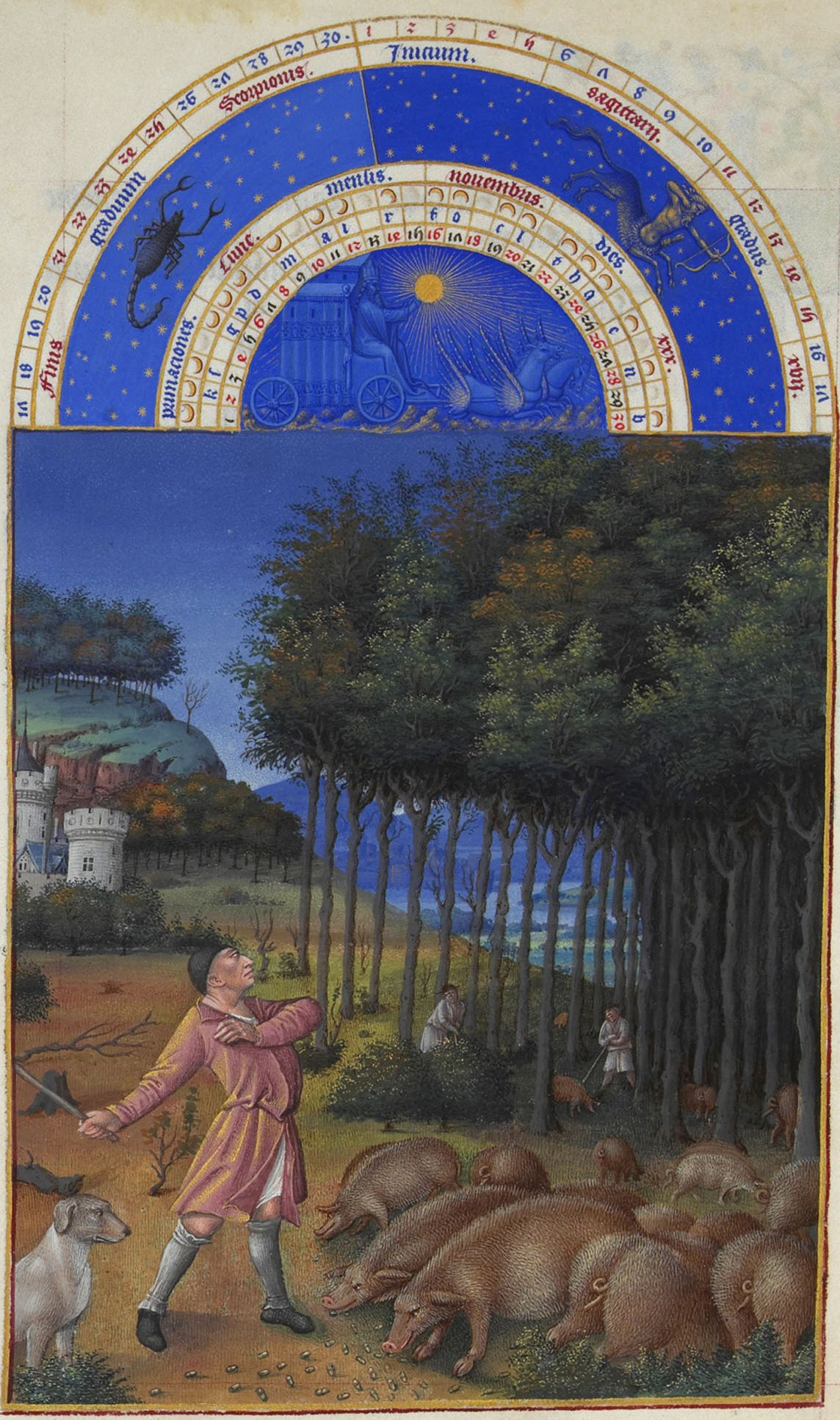
Très Riches Heures du Duc de Berry, maand November

Jean Colombe (Bourges ca. 1430 - aldaar, ca. 1493) was een Frans schilder van miniaturen en verluchter van manuscripten. Hij was een zoon van Philippe Colombe en diens vrouw Guillemette en vermoedelijk een oudere broer van de beeldhouwer Michel Colombe.
Colombe ging in de leer bij Clement Thibault, een kalligraaf van manuscripten, en beëindigde zijn leerperiode in 1463. Hij trouwde kort daarna en liet enkele jaren later een eigen woning bouwen in Bourges, waar hij met zijn vrouw Colette woonde tot hij in 1493 overleed.
In de jaren 1470 – 1472 schilderde Colombe de miniaturen voor de Heures de Louis de Laval en rond 1475 de kruisvaarderskronieken Les Passages d'oultre mer du noble Godefroy de Bouillon, du bon roy Saint Loys et de plusieurs vertueux princes van Sébastien Mamerot, beide in opdracht van Louis de Laval. Tussen 1485 and 1490 werkte Colombe in opdracht van Karel I van Savoye aan de voltooiing van het door de gebroeders Van Limburg bij hun dood in 1416 onvoltooid achtergelaten meesterwerk, Très Riches Heures du Duc de Berry. Hij maakte onder andere de afbeelding voor de maand november in het calendarium van dat getijdenboek en werkte ook aan een aantal andere pagina's. Er is een aanzienlijk verschil tussen het werk van Colombe en dat van de gebroeders Van Limburg, wat onder meer een gevolg is van de inmiddels veranderde mode en smaak en van zijn eigen schilderstijl.
Ander werk van Colombe omvat onder meer Le livre des douzes perils d'Enfer dat hij vervaardigde voor Charlotte van Savoye, de echtgenote van Lodewijk XI van Frankrijk. Dit werk bevindt zich in de Bibliothèque nationale de France, evenals het voor Mamerot vervaardigde Romuleon en het uit drie delen bestaande  Vie de Christ.
- Bibliothèque nationale de France: cb10890756z (data)
- Stuttgart Database of Scientific Illustrators 1450–1950: 9062
- Gemeinsame Normdatei: 102428204
- International Standard Name Identifier: 0000 0001 1816 559X
- KulturNav: cffac7c6-7ca5-4687-91f3-60b106928459
- Library of Congress Control Number: n86814076
- MusicBrainz: 318f7c53-b237-4575-8dc3-46ec86047937
- Nationale Bibliotheek van Israël: 987007297857305171
- Nederlandse Thesaurus van Auteursnamen: 070929092
- RKD-Nederlands Instituut voor Kunstgeschiedenis: 17812
- SNAC: w6qv5d18
- Système universitaire de documentation: 095776486
- Trove: 803087
- Union List of Artist Names: 500025495
- Virtual International Authority File: 103215406
- WorldCat: E39PBJv4gvWDXg7MrmKy6fKTpP